# تایراداته، آئوموری
تایراداته، آئوموری (به لاتین: Tairadate) یک منطقهٔ مسکونی در ژاپن است که در ناحیه توهوکو واقع شده‌است. تایراداته ۲٬۲۵۵ نفر جمعیت دارد.